# منزل عارف قزويني
منزل عارف قزويني (بالفارسية: خانه عارف قزوینی) هو منزل تاريخي يعود إلى عصر القاجاريون، ويقع في قزوين.